# Ligescourt
Ligescourt település Franciaországban, Somme megyében. Lakosainak száma 222 fő (2022. január 1.). Ligescourt Ponches-Estruval, Crécy-en-Ponthieu, Dompierre-sur-Authie, Machiel és Vironchaux községekkel határos.

## Népesség
A település népességének változása:
| Lakosok száma | 229  | 226  | 227  | 219  | 220  | 222  | 221  | 222  | 222  |
|               | 2013 | 2015 | 2016 | 2017 | 2018 | 2019 | 2020 | 2021 | 2022 |